# Lợn Landrace Thụy Điển
Lợn Landrace Thụy Điển (tiếng Anh: Swedish Landrace) là một giống lợn hàng đầu ở Thụy Điển. Giống lợn này có đôi tai rủ nặng và thân hình có màu trắng. Giống lợn Landrace Thụy Điển có nguồn gốc từ việc nhập khẩu lợn từ các nước láng giềng, đặc biệt là từ Đan Mạch. Các con lợn giống Landrace Thụy Điển đã thu hút sự chú ý tại Hoa Kỳ và các quốc gia khác trong những năm gần đây.

## Đặc điểm
Lợn Landrace Thụy Điển phần lớn có nguồn gốc từ giống lợn có các đặc điểm tương tự, một ví dụ điển hình là Landrace Đan Mạch. Landrace Thụy Điển là một giống lợn có kích thước nằm trong phạm vi từ trung bình đến lớn với một cơ thể dài. Giống lợn này có màu trắng và thân hình được phủ bởi một lớp lông ngắn. Lợn Landrace Thụy Điển có mõm dài và đôi tai lớn luôn hướng về phía trước. Giống lợn này cũng có lưng dài, sâu nhưng thiếu nếp nhăn và chất béo dư thừa như thường được tìm thấy trong một số giống lợn khác. Tuy nhiên, Landrace Thụy Điển không phải là một giống lợn được chăn nuôi chuyên tâm vào mục đích lấy thịt, do đó các nhà lai tạo đã tập trung vào độ tráng kiện của chân và bàn chân, lưng khỏe mạnh và thể chất của giống lợn này. Họ cũng đã tìm cách duy trì sự phong phú, sung mãn, khả năng làm mẹ và tỷ lệ tăng cân vốn có của giống lợn Landrace Đan Mạch.